# كوهي ساهو
كوهي ساهو (باليابانية: 佐保 昂兵衛) (مواليد 22 ديسمبر 1993) هو لاعب كرة قدم ياباني.

## وصلات خارجية
- كوهي ساهو على موقع رابطة كرة القدم اليابانية للمحترفين (اليابانية)
- كوهي ساهو على موقع Soccerway.com (الإنجليزية)
- كوهي ساهو على موقع عالم كرة القدم.نت (الإنجليزية)